# JID
Destin Choice Route, född 31 oktober 1990 är en amerikansk rappare och sångare från Atlanta, Georgia. JID är även en medlem i gruppen Spillage Village.